# Relapse (album d'Eminem)
Pour les articles homonymes, voir Relapse.
Albums de Eminem
Eminem Presents: The Re-Up
(2006) Recovery
(2010)
Singles
1. Crack a Bottle
Sortie : 2 février 2009
2. We Made You
Sortie : 7 avril 2009
3. 3 a.m.
Sortie : 23 avril 2009
4. Old Time's Sake (single promotionnel)
Sortie : 2 juin 2009
5. Beautiful
Sortie : 11 août 2009

Relapse, stylisé RELAPSƎ est le sixième album studio d'Eminem sorti en France le 18 mai 2009 et le 19 mai 2009 aux États-Unis. Le successeur d' Encore sorti en 2004 est publié par les labels Shady Records, Aftermath Entertainment et Interscope Records. L'album signe le retour d'Eminem sur la scène musicale après quatre ans d'absence due au blocage de l'écrivain et à une addiction aux somnifères faisant suite à l'assassinat de son meilleur ami Proof en 2006.
L'enregistrement de Relapse a eu lieu entre 2007 et 2009 dans des studios de Détroit, Orlando, Sherman Oaks et de Las Vegas en compagnie de producteurs comme Dr. Dre, producteur exécutif ou encore Dawaun Parker et Doc Ish. Eminem a invité Dr. Dre et 50 Cent, deux membres du label Aftermath, à venir participer aux titres Old Time's Sake et Crack a Bottle. L'album peut être considéré comme un album concept, le rappeur abordant des thèmes récurrents dans la plupart des chansons, à savoir la drogue, les rechutes et son personnage diabolique de Slim Shady. Pour la promotion de l'album, Eminem a participé à de nombreuses émissions de télévision, tant aux États-Unis qu'en Europe. Cela dit, il n'a pas fait de tournée internationale, voulant rester auprès de sa fille. Certains morceaux ont tout de même été interprétés lors de la tournée promotionnelle de son septième album, The Recovery Tour.
Commercialement, Relapse est un semi-échec. Écoulé à 608 000 exemplaires en première semaine, il atteint la première place du Billboard 200 et se classe également à la première position dans de nombreux pays comme en France, en Australie, au Canada, au Japon ou encore au Royaume-Uni. Cependant, bien qu'importantes, les ventes restent les plus faibles du rappeur avec le label Aftermath (moins de cinq millions d'exemplaires vendus dans le monde). Relapse permet toutefois à Eminem de remporter son quatrième Grammy Award du meilleur album de rap.
Le premier single, intitulé Crack a Bottle, a été diffusé comme chanson promotionnelle à la suite de sa fuite sur internet. Cela n'a pas empêché le titre, sorti le 2 février 2009, de rencontrer un grand succès, se classant à la première place du Billboard Hot 100 aux États-Unis et au Canada. Le second single, We Made You rencontra également un succès important, arrivant à la première place en Australie, en Nouvelle-Zélande et en Irlande. Comme souvent avec les singles d'Eminem, le titre créa la polémique à cause de ses attaques virulentes contre des personnalités influentes du showbiz ou de la politique. Le troisième extrait de l'album à être dévoilé fut 3 a.m., une chanson d'horreur où Eminem se met en scène comme un tueur en série racontant ses meurtres. Le morceau n'obtint pas le même succès que ses prédécesseurs à cause de son contenu explicite, un frein pour sa diffusion en radio et à la télévision. Le titre Old Time's Sake est sorti en tant que quatrième single après le lancement de Relapse tout comme Beautiful, qui quant à lui connut un grand succès à la fois commercial et critique.

## Conception

### Genèse
Depuis 2005, Eminem a décidé de faire une pause dans sa carrière en solo pour se consacrer au métier de producteur pour d'autres rappeurs, en particulier ceux signés sur son label, Shady Records. Cependant, Eminem débuta sa pré-retraite après avoir annulé la tournée européenne de son Anger Management Tour pour cause de fatigue et d'une addiction aux somnifères,. L'année suivante, Eminem s'est remarié avec son ex-femme Kimberly Scott, mais après onze mois, ce mariage s'est soldé par un second divorce. En 2006 également, Proof, son meilleur ami et rappeur signé sur son label, est tué au cours d'une altercation à la sortie d'une boîte de nuit de Détroit. Dévasté, Eminem rechuta dans l'addiction aux médicaments et s'est de plus en plus renfermé sur lui-même,,. Dans une interview de juin 2009 pour XXL, Eminem parle de l'impact de la mort de Proof sur lui: 

« Tout le monde a souffert de la disparition de Proof, ses enfants, sa femme, tout le monde. Mais, pour je ne sais quelle raison, avec du recul, je me sentais comme si ce n'était arrivé qu'à moi. peut être qu'à l'époque j'étais un peu égoïste par rapport à tout ça. Cela m'a frappé si fort. J'étais comme prit de court. Je rentrais dans un monde où tout était noir avec tout, la drogue, mes démons, tout. Et plus je consommais de drogue, plus je prenais d'antidépresseurs et plus j'étais déprimé, plus je me détestais moi-même. »

Des rumeurs sur un futur album d'Eminem ont commencé à circuler dès l'été 2007 avec des annonces de rappeurs comme 50 Cent ou Stat Quo, tous deux signés chez Shady Records,. Bizarre, membre du groupe D12, a également indiqué que la sortie du troisième album du groupe était repoussée car Interscope Records voulait sortir le nouvel album d'Eminem avant. À la fin de l'année, différents rappeurs ou producteurs proches d'Eminem et de Shady Records, dont The Alchemist, Bishop Lamont, Ca$his ou Obie Trice, ont confirmé à différentes occasions que le rappeur travaillait bien sur son sixième album studio,,. Le 12 septembre 2007, lors d'une interview pour la radio Hot 97, Eminem avoua qu'il était dans un flou artistique et qu'il n'était pas sûr d'être en mesure de sortir un nouvel album dans un futur proche. Il ajouta qu'il était constamment en studio et qu'il avait mis une croix sur ses problèmes personnels. Cependant, en décembre 2007, il est hospitalisé à la suite d'une surdose de méthadone. Début 2008, le rappeur entame un programme en douze étapes pour guérir de son addiction. Dans une interview, il indiqua être devenu sobre le 20 avril 2008.

### Enregistrement
Lors des premières séances d'enregistrement pour Relapse, Eminem invite son collaborateur de longue date, Jeff Bass des Bass Brothers. Ils ont travaillé sur 25 morceaux, deux ans après le traitement d'Eminem contre son addiction aux somnifères de 2005,. Après la mort de Proof, Eminem fut confronté au blocage de l'écrivain et il trouvait que tout ce qu'il écrivait n'était pas satisfaisant. Pour remédier à cela, Bass changea de style de production, privilégiant des textes plus profonds au "story-telling". Eminem pourrait alors faire un freestyle ou bien enregistrer une ligne à la fois, arrêter la bande son et en enregistrer une autre en improvisant. Au même moment, Joel Martin, gérant des droits sur les chansons d'Eminem commença à collecter de nombreux enregistrements du rappeur. Régulièrement, le rappeur enregistrait ou produisait des instrumentaux pour d'autres artistes qu'il adorait et qu'il garda finalement de côté pour Relapse. Beautiful, produite par Eminem, est la seule chanson présente sur l'album qu'il a enregistrée à l'époque où il n'était pas sobre.

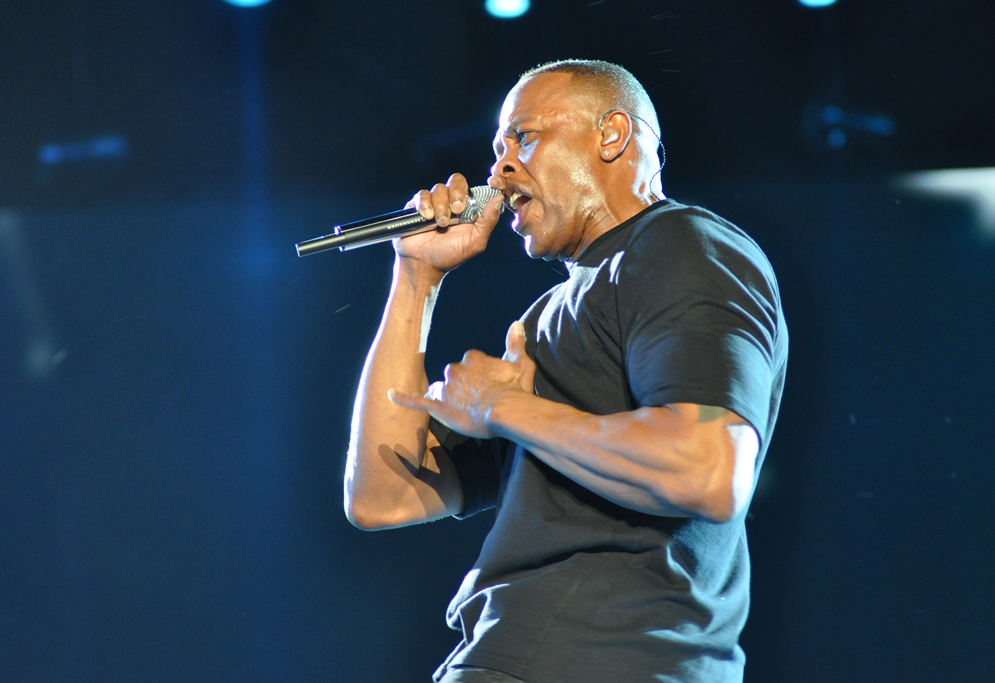
Le producteur d'Eminem, Dr. Dre, a participé à l'enregistrement de Relapse.

Eminem a acheté le studio Effigy à Ferndale en 2007, mettant un terme au contrat de l'équipe de production du studio 54, y compris les Bass Brothers,. En septembre 2007, Dr. Dre accorda qu'il voulait consacrer deux mois à la production de Relapse. Travailler avec Dr. Dre a permis à Eminem de se concentrer sur l'écriture et moins sur la production, prise en charge par le producteur originaire de Compton. Eminem justifia le choix de Dr. Dre pour la production de l'album en indiquant qu'ils ont un passé musical commun et qu'ils sont en alchimie dans leurs choix musicaux. Cela a permis à Eminem de faire des choix parmi le catalogue de Dr. Dre, ce qui lui a également permis d'expérimenter de nouveaux "flows". L'enregistrement de l'album s'est déroulé à Ferndale jusqu'au départ de l'équipe vers un nouveau studio en septembre 2008 à Orlando en Floride,. Par la suite, Eminem a commencé à écrire ses chansons si vite que cela était souvent plus long d'enregistrer celles-ci que de les écrire. Il justifie son élan créatif par son retour à la sobriété, accordant qu'il était libéré de la pagaille qui le bloquait pendant les dernières années. Dr. Dre débuta le processus d'écriture de l'album en donnant des instrumentaux sur un CD à Eminem qui dans une pièce à côté les écoutait et les sélectionnait en fonction de celles qu'il préférait et qui l'inspirait le plus. Eminem écrivait les paroles en fonction des instrumentaux pendant que Dr. Dre et son équipe de production créaient d'autres musiques. Une fois que le rappeur considérait avoir écrit assez de chansons, il passait une journée entière en studio pour les enregistrer jusqu'à en perdre sa voix pour les jours qui suivent. À partir de là, il retournait écrire d'autres chansons. Le processus continua ainsi pendant six mois, ce qui permettait à Eminem de sortir un second album, Relapse 2.
Durant cette phase d'enregistrement, quelques chansons prévues pour Relapse fuitèrent sur internet, y compris une version incomplète de Crack a Bottle. La chanson fut terminée en janvier 2009 et les rappeurs Dr. Dre et 50 Cent y font une apparition. Malgré ces fuites, l'album a été achevé en secret sans autres soucis, selon le quotidien britannique The Independent. Même Polydor Records, la maison mère d'Interscope, n'avait pas d'informations sur l'album à cette époque. Le 23 avril 2009, Eminem affirma être la seule personne avec Dr. Dre à être en possession de la version définitive de Relapse. Le manager du rappeur, Paul Rosenberg, affirma qu'un mois avant la sortie de l'album, les labels d'Eminem ne possédait pas la copie définitive pour prévenir contre les fuites.

## Musique

### Contenu
Relapse débute par un «skit», Dr. West. L'acteur Dominic West y fait la voix d'un conseiller pour arrêter la drogue peu fiable qui entraîne la rechute d'Eminem et sa re-consommation de drogue ainsi que le retour de son personnage diabolique Slim Shady,. La piste suivante, 3 a.m., est une chanson d'horrorcore où Eminem se met dans la peau d'un tueur en série en pleine action pendant la nuit,. Quand 3 a.m. est sorti en tant que single avant la sortie de l'album, Eminem accorda que la chanson reflétait bien l'esprit sombre qui prédomine sur Relapse. Dans My Mom, le rappeur inculpe sa mère pour l'avoir incité à prendre de la drogue et raconte comment il est devenu dépendant à cause d'elle. Eminem continue à régler ses comptes avec sa famille sur la piste suivante, Insane, où il s'imagine victime d'abus sexuel sur mineur. Pour Eminem, le but d' Insane était de faire une chanson qui dégoûte l'auditeur «jusqu'à le faire dégueuler», ajoutant que le concept de la chanson est venu après avoir écrit la première ligne («Je suis né avec une bite dans le cerveau / Ouais, la tête totalement défoncée!»). Eminem attaque une fois encore Mariah Carey et son mari Nick Cannon dans le titre Bagpipes From Baghdad où il rappe sur un sample de pungi,.
| |  |  |
| Eminem se met dans la peau d'un homme qui agresse puis tue Lindsay Lohan et Britney Spears dans Same Song & Dance. |  |  |

Après Hello où Eminem se représente après des années d'absences et de troubles mentaux, il continue ses fantaisies ultra-violente avec Same Song & Dance où il décrit en détail le kidnapping puis le meurtre de Lindsay Lohan et de Britney Spears. La mélodie progressive de Same Song & Dance rappelle au rappeur un morceau pour danser, ce qu'il l'inspira à écrire quelque chose dans le but de «faire danser les femmes dessus et pas trop qu'elles se préoccupent de ce sur quoi elles dansent en faisant abstraction des paroles». Sur la neuvième chanson de l'album, We Made You, Eminem se moque de nombreuses célébrités et joue le rôle du "tueur en série des pop stars". Eminem indiqua en interview que toutes ses attaques contre les célébrités ne sont pas des attaques personnelles mais davantage des noms tirés au hasard pour qu'ils riment avec les mots qu'il souhaitait utiliser. Dans Medicine Ball, Eminem se moque et imite Christopher Reeve, l'acteur de Superman décédé en 2004. Le but du titre est de faire rire les auditeurs, puis qu'ils se sentent mal d'avoir ri à propos d'une personne décédée. La piste suivante, Stay Wide Awake met Eminem dans la peau d'un homme déséquilibré qui agresse et viole des femmes. Dr. Dre apparaît dans la chanson suivante, Old Time's Sake. Eminem décrit ce duo comme «fun et qui nous permet de nous remémorer des bons moments avec Dre». Eminem et Dr. Dre y prônent la consommation de marijuana, jugeant qu'elle inspire les artistes et qu'elle rapporte beaucoup d'argent. Dans Must Be the Ganja, Eminem compare son addiction au travail en studio et à l'écriture de nouvelles chansons à la consommation de drogue.
Après le «skit» Mr. Mathers où Eminem est guéri à l'hôpital, Déjà Vu traite de son overdose de 2007 et de sa dépendance durant sa pré-retraite. Dans ce titre, il explique à quel point cette dépendance l'a affecté durant les 5 années passées et le fait que sa propre fille a eu peur de son comportement. Beautiful est une ballade qui sample Reaching Out de Queen + Paul Rodgers. Eminem dit avoir touché le fond pendant les dernières années et dit avoir perdu tout espoir pour le futur. C'est un morceau qui tient à cœur à Eminem, rappelant que «toute personne qui est dans la merde, peut s'en sortir». Après le morceau Crack a Bottle auquel participent ses amis Dr. Dre et 50 Cent, l'album s'achève par Underground. Dans ce dernier morceau, Eminem cherche à retrouver le style de ses débuts dans l'underground et les paroles qui lui ont permis de se faire un nom au Hiphop Shop (petite scène de Détroit où les jeunes rappeurs, dont Eminem, s'affrontaient au cours de "battles"). À cette époque où il n'était pas encore connu, il pouvait dire ce qu'il voulait sans craindre la censure.

### Production et style musical
Dans une interview pour XXL, Eminem décrit Relapse comme étant la fin de son processus de désintoxication. Le rappeur y met en scène une rechute dans la consommation de drogue et marque le retour de son personnage Slim Shady. Selon le journaliste Datwon Thomas, les influences d'Eminem sont son propre passé avec la drogue et différentes émissions télévisées ou documentaires sur les crimes et les tueurs en série. Il ajoute que le rappeur était fasciné par «les "serial-killers", leurs esprits tordus et leurs états d'esprit»,. Dans une interview pour The New York Times en mai 2009, Eminem parle de sa vision des tueurs en série : 

« Tu écoutes ces gens parler, ou tu les regardes, ils ont l'air si normaux. À quoi ressemble un tueur en série ? Il ne ressemble à rien de spécial. Il te ressemble. Ton voisin en est peut-être un. Si j'étais ton voisin, rien ne t'empêcherait d'en être un. »

Le critique musical Robert Christgau interprète la première phrase de l'album qui contient l'expression « couloir de l'horreur » comme une indication d'Eminem sur le ton général de l'album, qui est considéré comme un album de rap horrorcore. Ben Kaplan pour The Vancouver Courrier a également classé Relapse comme un album d'horreur. Ann Powers du Los Angeles Times affirme que les « scènes horrifiques » de l'album montrent Eminem comme un homme triste souffrant de sa thérapie.

## Réception

### Ventes
L’un des albums les plus attendus de l’année 2009,,., Relapse est aussi le best-seller album de hip-hop de l’année. Dès sa sortie, l’album se classe à la première position sur Billboard 200 avec 608 000 albums écoulés dès la première semaine. Au Canada, il s'est vendu à 64 000 exemplaires en première semaine et se classe no 1 sur Canadian Albums Chart. Relapse a réussi à atteindre le top dans d’autres pays tels que l’Australie, la France, la Norvège, le Danemark et la Nouvelle-Zélande et à être dans le top 5 dans d’autres pays comme l’Allemagne, l'Italie, la Finlande, l'Espagne, la Belgique, les Pays-Bas, l'Autriche, la Suisse et la Suède. En juin 2010, 1 986 000 albums ont été écoulés aux États-Unis. L’album a été certifié triple disque de platine par la Recording Industry Association of America le 8 mars 2022.

### Critiques
L'album a reçu des critiques mitigées à la fois de la part des critiques mais aussi des fans, malgré cela certains morceaux tels que 3 a.m., Stay Wide Awake, Beautiful et Deja Vu sont généralement très bien considérés[réf. nécessaire].
Après la sortie de l'album Recovery, Relapse a connu un fort gain de popularité de la part des fans, certains débattant sur la qualité des 2 albums, jugeant Relapse artistiquement plus abouti que Recovery.
Dans son album suivant, Eminem a critiqué l’album dans la chanson Not Afraid : « In fact, let's be honest, that last Relapse CD was "ehh". Perhaps I ran them accents into the ground. Relax, I ain't going back to that now. » Cependant, Eminem reprend le fameux «accent Relapse» dans son outro de l’album Music to Be Murdered By side B. Le son est produit par S1 et Dr.Dre, ce dernier étant le producteur principal de l’album Relapse.
Dans une rétrospective en l'honneur d'Eminem, le magazine Complex a cité de nombreux morceaux de Relapse dans sa liste des 100 meilleurs morceaux de l'artiste, incluant Stay Wide Awake, Underground, 3 a.m., Insane et Déjà Vu respectivement à la 86e, 74e, 69e, 27e et 20e place.

## Liste des morceaux
Toutes les chansons sont écrites et composées par Eminem sauf mention contraire.
| Relapse | Relapse                                      | Relapse                                                                          | Relapse                       | Relapse | Relapse | Relapse | Relapse | Relapse | Relapse |
| No      | Titre                                        | Auteur                                                                           | Producteurs                   | Durée   |         |         |         |         |         |
| ------- | -------------------------------------------- | -------------------------------------------------------------------------------- | ----------------------------- | ------- | ------- | ------- | ------- | ------- | ------- |
| 1.      | Dr. West (skit)                              | Marshall Mathers, Paul Rosenberg                                                 | Dr.Dre, Eminem                | 1:29    |         |         |         |         |         |
| 2.      | 3 a.m.                                       | Mathers, Andre Young, Mark Batson, Dawaun Parker, Trevor Lawrence, Mike Elizondo | Dr.Dre                        | 5:19    |         |         |         |         |         |
| 3.      | My Mom                                       | Mathers, Young, Batson, Parker, Lawrence                                         | Dr.Dre                        | 5:19    |         |         |         |         |         |
| 4.      | Insane                                       | Mathers, Young, Batson, Parker, Lawrence, Elizondo                               | Dr.Dre                        | 3:01    |         |         |         |         |         |
| 5.      | Bagpipes From Baghdad                        | Mathers, Young, Batson, Parker, Lawrence, Elizondo, Sean Cruse                   | Dr.Dre, Trevor Lawrencee, Jr. | 4:43    |         |         |         |         |         |
| 6.      | Hello                                        | Mathers, Young, Batson, Parker, Lawrence                                         | Dr.Dre, Mark Batson           | 4:08    |         |         |         |         |         |
| 7.      | Tonya (skit)                                 | Mathers, Rosenberg                                                               | Dr.Dre, Eminem,               | 0:42    |         |         |         |         |         |
| 8.      | Same Song & Dance                            | Mathers, Young, Batson, Parker, Lawrence, Elizondo                               | Dr.Dre, Dawaun Parker         | 4:06    |         |         |         |         |         |
| 9.      | We Made You                                  | Mathers, Young, Batson, Parker, Lawrence, Walter Egan                            | Dr.Dre, Eminem, Doc Ish       | 4:30    |         |         |         |         |         |
| 10.     | Medicine Ball                                | Mathers, Young, Batson, Parker, Lawrence                                         | Dr.Dre, Mark Batson           | 3:57    |         |         |         |         |         |
| 11.     | Paul (skit)                                  | Mathers, Rosenberg                                                               | Dr.Dre                        | 0:19    |         |         |         |         |         |
| 12.     | Stay Wide Awake                              | Mathers, Young, Batson, Parker, Lawrence, Elizondo                               | Dr.Dre                        | 5:19    |         |         |         |         |         |
| 13.     | Old Time's Sake (featuring Dr. Dre)          | Mathers, Young, Batson, Parker, Lawrence                                         | Dr.Dre, Mark Batson           | 4:38    |         |         |         |         |         |
| 14.     | Must Be the Ganja                            | Mathers, Young, Batson, Parker, Lawrence                                         | Dr.Dre, Mark Batson           | 4:02    |         |         |         |         |         |
| 15.     | Mr. Mathers (skit)                           | Mathers, Rosenberg                                                               | Dr.Dre, Eminem                | 0:42    |         |         |         |         |         |
| 16.     | Déjà Vu                                      | Mathers, Young, Batson, Parker, Lawrence, Cruse                                  | Dr.Dre                        | 4:43    |         |         |         |         |         |
| 17.     | Beautiful                                    | Mathers, Luis Resto, J. Bass, Don Black, Andy Hill                               | Eminem, Jeff Bass             | 6:32    |         |         |         |         |         |
| 18.     | Crack a Bottle (featuring Dr. Dre & 50 Cent) | Mathers, Curtis Jackson, Young, Batson, Parker, Lawrence, Jean Renard            | Dr.Dre                        | 4:57    |         |         |         |         |         |
| 19.     | Steve berman (skit)                          | Mathers, Rosenberg                                                               | Dr.Dre                        | 1:29    |         |         |         |         |         |
| 20.     | Underground                                  | Mathers, Young, Batson, Parker, Lawrence                                         | Dr.Dre                        | 6:11    |         |         |         |         |         |
| 76:16   |                                              |                                                                                  |                               |         |         |         |         |         |         |

| Titres bonus de l'édition spéciale | Titres bonus de l'édition spéciale | Titres bonus de l'édition spéciale  | Titres bonus de l'édition spéciale | Titres bonus de l'édition spéciale | Titres bonus de l'édition spéciale | Titres bonus de l'édition spéciale | Titres bonus de l'édition spéciale | Titres bonus de l'édition spéciale | Titres bonus de l'édition spéciale |
| No                                 | Titre                              | Auteur                              | Durée                              |                                    |                                    |                                    |                                    |                                    |                                    |
| ---------------------------------- | ---------------------------------- | ----------------------------------- | ---------------------------------- | ---------------------------------- | ---------------------------------- | ---------------------------------- | ---------------------------------- | ---------------------------------- | ---------------------------------- |
| 21.                                | My Darling                         | Mathers, Young, Resto, Mike Strange | 5:20                               |                                    |                                    |                                    |                                    |                                    |                                    |
| 22.                                | Careful What You Wish For          | Mathers, Resto, Steve King          | 3:47                               |                                    |                                    |                                    |                                    |                                    |                                    |
| 85:23                              |                                    |                                     |                                    |                                    |                                    |                                    |                                    |                                    |                                    |

| Titres bonus de l'édition disponible sur iTunes | Titres bonus de l'édition disponible sur iTunes               | Titres bonus de l'édition disponible sur iTunes           | Titres bonus de l'édition disponible sur iTunes | Titres bonus de l'édition disponible sur iTunes | Titres bonus de l'édition disponible sur iTunes | Titres bonus de l'édition disponible sur iTunes | Titres bonus de l'édition disponible sur iTunes | Titres bonus de l'édition disponible sur iTunes | Titres bonus de l'édition disponible sur iTunes |
| No                                              | Titre                                                         | Auteur                                                    | Durée                                           |                                                 |                                                 |                                                 |                                                 |                                                 |                                                 |
| ----------------------------------------------- | ------------------------------------------------------------- | --------------------------------------------------------- | ----------------------------------------------- | ----------------------------------------------- | ----------------------------------------------- | ----------------------------------------------- | ----------------------------------------------- | ----------------------------------------------- | ----------------------------------------------- |
| 21.                                             | My Darling                                                    | Mathers, Young, Resto, Mike Strange                       | 5:20                                            |                                                 |                                                 |                                                 |                                                 |                                                 |                                                 |
| 22.                                             | Careful What You Wish For                                     | Mathers, Resto, Steve King                                | 3:47                                            |                                                 |                                                 |                                                 |                                                 |                                                 |                                                 |
| 23.                                             | We Made You (version single)                                  | Mathers, Young, Batson, Parker, Lawrence, Egan            | 4:46                                            |                                                 |                                                 |                                                 |                                                 |                                                 |                                                 |
| 24.                                             | Crack a Bottle (version single) (featuring Dr. Dre & 50 Cent) | Mathers, Jackson, Young, Batson, Parker, Lawrence, Renard | 5:15                                            |                                                 |                                                 |                                                 |                                                 |                                                 |                                                 |
| 25.                                             | 3 a.m. (clip vidéo)                                           |                                                           | 5:31                                            |                                                 |                                                 |                                                 |                                                 |                                                 |                                                 |
| 26.                                             | We Made You (clip vidéo)                                      |                                                           | 4:53                                            |                                                 |                                                 |                                                 |                                                 |                                                 |                                                 |
| 105:48                                          |                                                               |                                                           |                                                 |                                                 |                                                 |                                                 |                                                 |                                                 |                                                 |

## Clips
1. 3 a.m.
2. We Made You
3. Beautiful
4. Crack a Bottle

## Samples
- Les percussions de My Mom sont un sample de Midnight Theme de Manzel
- Crack a Bottle contient un sample de Mais dans la lumière, écrit par Jean Renard et interprété par Mike Brant

## Relapse 2etRelapse: Refill
Un Relapse 2 a rapidement été annoncé dès la sortie de cet album. À l'origine, il devait sortir fin 2009. Cependant Eminem annonça que l'album Relapse 2 ne sortirait pas et serait remplacé par Recovery qui est sorti le 18 juin 2010 en France. Pour faire patienter les fans, une réédition de Relapse, intitulée Relapse: Refill, est commercialisée le 21 décembre 2009. Elle contient sept titres supplémentaires dont les titres déjà connus de Forever (avec Drake, Lil Wayne et Kanye West) et Taking My Ball (présent dans le jeu vidéo DJ Hero).
Disque bonus de la réédition
| Relapse: Refill | Relapse: Refill                                   | Relapse: Refill                                                    | Relapse: Refill       | Relapse: Refill | Relapse: Refill | Relapse: Refill | Relapse: Refill | Relapse: Refill | Relapse: Refill |
| No              | Titre                                             | Auteur                                                             | Producteurs           | Durée           |                 |                 |                 |                 |                 |
| --------------- | ------------------------------------------------- | ------------------------------------------------------------------ | --------------------- | --------------- | --------------- | --------------- | --------------- | --------------- | --------------- |
| 1.              | Forever (featuring Drake, Kanye West & Lil Wayne) | Mathers, Aubrey Graham, Kanye West, Dwayne Carter, Matthew Samuels | Boi-1da               | 5:58            |                 |                 |                 |                 |                 |
| 2.              | Hell Breaks Loose (featuring Dr. Dre)             | Mathers, Young, Batson, Parker, Lawrence                           | Dr.Dre, Mark Batson   | 4:04            |                 |                 |                 |                 |                 |
| 3.              | Buffalo Bill                                      | Mathers, Young, Batson, Parker, Lawrence, Elizondo                 | Dr.Dre, Mark Batson   | 3:52            |                 |                 |                 |                 |                 |
| 4.              | Elevator                                          | Mathers, Resto                                                     | Eminem, Luis Resto    | 4:52            |                 |                 |                 |                 |                 |
| 5.              | Taking My Ball                                    | Mathers, Young, Batson, Parker, Lawrence                           | Dr.Dre                | 5:01            |                 |                 |                 |                 |                 |
| 6.              | Music Box                                         | Mathers, Young, Batson, Parker, Lawrence                           | Dr.Dre, Dawaun Parker | 5:05            |                 |                 |                 |                 |                 |
| 7.              | Drop the Bomb on 'Em                              | Mathers, Young, Batson, Parker, Lawrence                           | Dr.Dre                | 4:48            |                 |                 |                 |                 |                 |
| 99:56           |                                                   |                                                                    |                       |                 |                 |                 |                 |                 |                 |

## Classements

### Album
| Pays / classement       | Meilleure position | Certification      | Ventes    |
| ----------------------- | ------------------ | ------------------ | --------- |
| Allemagne               | 2                  | Or Relapse: Refill |           |
| Australie (ARIA Charts) | 1,                 | Platine            | 27 971    |
| Autriche                | 2                  | Or                 |           |
| Belgique                | 1                  | Or                 |           |
| Canadian Albums Chart   | 1                  |                    | 63 826    |
| Corée du Sud            | 1                  |                    | 10 000    |
| Danemark                | 1                  |                    |           |
| Espagne                 | 3                  |                    |           |
| Billboard 200           | 1                  | 3 × Platine        | 3 000 000 |
| Finlande                | 5                  |                    |           |
| France                  | 1                  | Or                 | 70 000,   |
| Grèce                   | 2                  |                    |           |
| Hongrie                 | 14                 |                    |           |
| Irlande                 | 1,                 | 2 × Platine        |           |
| Israël                  | 5                  |                    |           |
| Italie                  | 4                  |                    |           |
| Japon                   | 1                  | Or                 | 100 000+  |
| Mexique                 | 4                  |                    |           |
| Norvège                 | 1                  |                    |           |
| Nouvelle-Zélande        | 1                  | Platine            |           |
| Pays-Bas                | 3                  |                    |           |
| Pologne                 | 1                  |                    |           |
| UK Albums Chart         | 1                  | Platine            | 365 000+  |
| Russie                  | 3                  | Or                 |           |
| Slovénie                | 2                  |                    |           |
| Suède                   | 3                  |                    |           |
| Suisse                  | 2                  | Platine            |           |
| Taïwan                  | 1                  |                    |           |
| République tchèque      | 3                  |                    |           |

### Singles
| 2009 | We Made You | 9  | 4  | 6  |
| 2009 | 3 a.m.      | 32 | 56 | 24 |
| 2009 | Beautiful   | 17 | 12 | 8  |

### Autres titres
| 2009 | Crack a Bottle  | 1   | 4  | 1  |
| 2009 | Old Time's Sake | 25  | 61 | 14 |
| 2009 | Insane          | 85  |    |    |
| 2009 | Dr West (skit)  | 105 |    |    |

## Sortie
| Région           | Date        | label                    | Format   | Catalogue     |
| ---------------- | ----------- | ------------------------ | -------- | ------------- |
| Australie        | 15 mai 2009 | Universal Music          | CD       | 2703216       |
| Allemagne        | 15 mai 2009 | Universal Music          | CD       | 0602527032160 |
| Italie           | 15 mai 2009 | Universal Music          | CD       |               |
| Pays Bas         | 15 mai 2009 | Universal Music          | CD       | 0602527032160 |
| Danemark         | 18 mai 2009 | Universal Music          | CD       |               |
| France           | 18 mai 2009 | Polydor, Universal Music | CD       |               |
| Nouvelle Zélande | 18 mai 2009 | Universal Music          | CD       | 2703216       |
| Pologne          | 18 mai 2009 | Universal Music          | CD       | 2708880       |
| Portugal         | 18 mai 2009 | Universal Music          | CD       |               |
| Russie           | 18 mai 2009 | Universal Music          | CD       |               |
| Suède            | 18 mai 2009 | Universal Music          | CD       |               |
| Royaume-Uni      | 18 mai 2009 | Polydor                  | CD       | 2703216       |
| Brésil           | 19 mai 2009 | Universal Music          | CD       | 602527032160  |
| Canada           | 19 mai 2009 | Universal Music          | CD       | B001286302    |
| Inde             | 19 mai 2009 | Universal Music          | CD       | 0602527032160 |
| Espagne          | 19 mai 2009 | Universal Music          | CD       |               |
| États-Unis       | 19 mai 2009 | Interscope               | CD       | 001286302     |
| États-Unis       | 19 mai 2009 | Interscope               | CD Clean | 001286402     |
| États-Unis       | 19 mai 2009 | Interscope               | LP       | 001286301     |
| Japan            | 20 mai 2009 | Universal Music          | CD       | UICS-1190     |
| Japan            | 20 mai 2009 | Universal Music          | CD + DVD | UICS-9106     |
| Argentine        | 28 mai 2009 | Universal Music          | CD       |               |